# Переглядач часу
У науковій фантастиці переглядач часу, часовий переглядач або хроноскоп — пристрій, який дозволяє спостерігати інший момент часу. Концепція з'явилася з кінця 1800-х років, становлячи значний, але відносно незрозумілий піджанр про подорожі в часі в художній літературі та з'являючись у різних засобах масової інформації, включаючи літературу, кіно та телебачення. Історії зазвичай пояснюють технологію, посилаючись на передову науку, хоча іноді натомість посилаються на надприродне. Найчастіше можна спостерігати тільки минуле, хоча іноді з'являються телеглядачі, здатні показати майбутнє; ці пристрої іноді обмежені щодо того, яку інформацію про майбутнє можна отримати. Інші варіації концепції включають можливість слухати минуле, але не бачити його.
Однією з причин, чому автори можуть вибрати писати про переглядачів часу, а не про машини часу, є обхід проблеми часових парадоксів. Періодичні додатки включають вивчення історії, розкриття злочинів і розваги у формі показу історичних подій для аудиторії. Оскільки минуле включає події, які відбуваються нещодавно за попередню секунду, конфіденційність може бути порушена такими пристроями; кілька історій досліджують наслідки цього. Інші історії розглядають наслідки спостереження глядачів у майбутньому. Неочікуваний вплив на минулі події є поширеним мотивом в історіях про переглядачів часу, і використання цього побічного ефекту з'являється в деяких історіях.

## Концепція
У своїй найпростішій формі переглядач часу — це пристрій, який дозволяє спостерігати лише за минулим.: 97  На відміну від машини часу, користувач не переноситься з одного моменту часу в інший. За найсуворішим визначенням воно не може змінити минуле;: 97  однак поширеним мотивом є несподіване відкриття того, що пристрій справді впливає на минуле.: 99  Варіації концепції, де спостерігається майбутнє, а не минуле, більш рідкісні, але, проте, зустрічаються в багатьох роботах.: 128  Інший варіант передбачає слухання минулого, а не його перегляд.: 97–98 

### Методи
Обґрунтування здатності спостерігати за минулим у всесвіті різняться, зазвичай відповідають сучасним науковим розробкам;: 98  переглядачі часу використовують враження від ефіру в романі Ґарднера Гантінґа «Вікаріон» 1926 року: 58  екзотичні властивості нейтрино в оповіданні Айзека Азімова «Мертве минуле» 1956 року: 104—105  і червоточини в романі 2000 року «Світло інших днів» Стівена Бекстера та Артура Кларка.: 158—159  Загальне пояснення передбачає кінцеву швидкість світла та астрономічні відстані; цей метод, зокрема, з'являється в новелі 1935 року «Космічна лінза» Дональда Воллгейма. Варіація, яка з'являється в оповіданні Боба Шоу «Світло інших днів» 1966 року (пізніше включена до роману «Інші дні, інші очі» 1972 року), використовує повільне світло, високий показник заломлення якого означає, що світлу потрібні роки, щоб пройти крізь нього.: 105 :127—128 Пояснення надприродного також зустрічаються в таких творах, як новела 1925 року «Погляд з пагорба» Джеймса Монтегю Родса, де бінокль зачаровано показує минуле, і новела 1976 року «Дзеркало Бальзамо» Лайона Спрег де Кемпа, де титульне дзеркало дозволяє сучасній людині подивитися на світ очима людини з минулого.:100 

## Історія

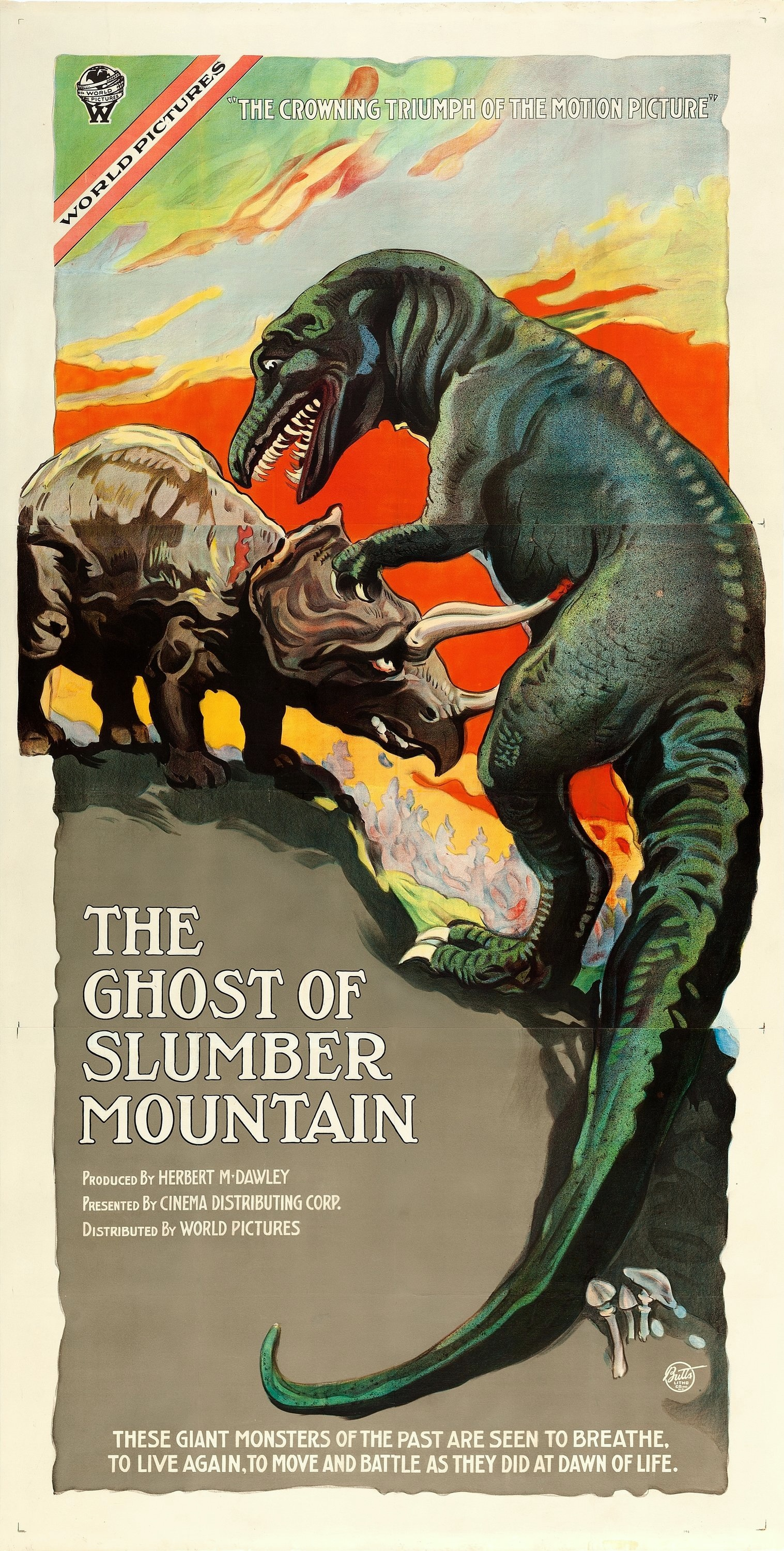
У фільмі «Привид Сонної гори» (1918) було перше кінематографічне зображення переглядача часу.

Найраніший відомий приклад повноцінного спостерігача часу в художній літературі з'являється в оповіданні Ежена Мутона «Історіоскоп» 1883 року у формі електричного телескопа, хоча він був прообразом кількох протоваріацій концепції; у творі 1872 року «Recits de l'infini» (який згодом перетворився на роман 1887 року «Лумен») дух Каміля Фламмаріона досягає того самого ефекту, подорожуючи швидше за світло, а титульний пристрій у 1873 році новели «Автоматичне вухо» Флоренс Маклендбург дає змогу прислухатися до минулого.: 251  У кіно переглядач вперше з'явився у фільмі 1918 року «Привид дрімотної гори». Відтоді це поняття регулярно з'являлося в художній літературі, створивши піджанр художньої літератури про подорожі в часі, але залишалося відносно невідомим.: 97 :57–58 :71: 532—533 

## Розповідна функція
Автор наукової фантастики Стівен Бекстер визначає кілька різних способів використання переглядачів часу у художній літературі. Найосновніша передумова полягає в тому, що переглядач часу просто «охайний гаджет», із загальною варіацією, коли щось йде не так, як правило, минуле ненавмисно змінено. Зміна минулого навмисне — це ще одне повторюване застосування. За словами Бакстера, ширші наслідки існування переглядачів часу іноді досліджуються в жорсткій науковій фантастиці шляхом виконання так званого PEST (політичного, економічного, соціального та технічного) аналізу.:98–99, 101 
Кілька авторів вважають, що переглядачі часу за своєю суттю більш правдоподібні, ніж машини часу. Письменник наукової фантастики Деміен Бродерік каже, що «використання засобу перегляду часу, по суті, не більш абсурдний, ніж перегляд фільму, знятого 50 років тому», оскільки він не може впливати на минуле.:71  Бакстер так само каже, що спостерігачі часу є більше екстраполяцією, ніж фантазією, порівнюючи їх з археологічними дослідженнями.:97  З цієї причини науковий письменник Пол Дж. Нахін і фізик Стівен Вебб кажуть, що перевага для письменників полягає в тому, що вони можуть писати історії про подорожі в часі без необхідності розглядати можливість часових парадоксів;:128:57–58  Проте Нахін зазначає, що взаємодія з минулим за допомогою машини часу або навіть вплив на нього не обов'язково викликає парадокси.: 57 

## Теми

### Вивчення історії
Переглядачі часу іноді використовуються для спостереження за моментами в історії, які є такими ж популярними напрямками для подорожей у часі в художній літературі, одним із прикладів є розп'яття Ісуса в романі 1904 року Жана Делера «Навколо далекої зірки».:534  У оповіданні Айзека Азімова «Мертве минуле» 1956 року історик із захопленням використовує переглядач часу для вивчення стародавнього Карфагена, але з'ясовує, що цей пристрій обмежений переглядом останніх 120 років,:127 а інший історик використовує засіб перегляду часу, щоб прочитати вміст Олександрійської бібліотеки в оповіданні Дональда Френсона «Одного разу в Александрії» 1980 року.: 283 
У серії «Труби із забуття» Генрі Бедфорд-Джонса 1938—1939 років програма перегляду часу дозволяє вченим знайти пояснення різних міфів, а двоє ветеранів війни використовують програму перегляду часу для створення історичних фільмів, щоб розвіяти публічні помилкові уявлення про американську революцію та американську громадянську війну в романі Т. Л. Шерреда «E для зусилля» 1947 року.:103 :127  Розкриття правди про історичні події також з'являється в романі Артура Кларка «Кінець дитинства» 1953 року, де інопланетні загарбники показують людству, що наші релігії фальшиві.: 102—103 
Подібним чином астрономію вивчають у романі Пірса Ентоні «Макроскоп» 1969 року та оповіданні Фредеріка Поля «Вилуплення фенікса» 1999 року. У першому досліджується формування Сонячної системи, а в другому проводяться спостереження за світом, який з тих пір був знищений надновою. Вчені в романі Стівена Бекстера та Артура Кларка «Світло інших днів» 2000 року використовують технологію перегляду часу, щоб вивчити всю історію життя на Землі.:160 

### Боротьба зі злочинністю
Раннім прикладом використання засобу перегляду часу для розкриття злочинів є роман Ґарднера Гантінґа «Вікаріон» 1926 року, оскільки події, які призвели до злочину, можна розкрити у зворотному порядку постфактум.: 101—102  Пізніші приклади включають новелу 1948 року «Приватний офтальмолог» Генрі Каттнера та Кетрін Люсіль Мур (що пишуть разом як Льюїс Паджетт), яка розповідає про людину, яка планує вбивство таким чином, що використання пристрою перегляду часу влада не виявила його провини,: 103—104  і фільм 2006 року Дежа вю, де пристрій показує події з чотириденною затримкою, яку неможливо відрегулювати, і, отже, є лише одна можливість переглянути будь-яку подію.

### Розваги
Роман Гарднера Хантінга «Вікаріон» 1926 року є раннім прикладом використання переглядачів часу для розваги; в оповіданні моменти з історії демонструються в кінотеатрах, викликаючи великий інтерес публіки. Бакстер порівнює вплив сюжету на суспільство, де «масова залежність від цього яскравого видовища швидко охоплює публіку», з пізнішою появою телебачення в реальному світі.:101—102  Ця тема повторюється в новелі 1947 року «E для зусилля» Т. Л. Шерреда, хоча в цій історії публіка не знає, що фільми не є звичайним кіновиробництвом.:127 

### Конфіденційність і шпигунство
Кілька робіт досліджують наслідки можливості дистанційного перегляду недавнього минулого — потенційно такого ж нещодавнього, як менше секунди тому — на конфіденційність.:101—102, 104—105 :127—128: 266  У оповіданні Айзека Азімова «Мертве минуле» 1956 року його використання заборонено урядом з цієї причини.: 104—105 : 127  У романі Боба Шоу «Інші дні, інші очі» 1972 року частинки повільного світля, що фіксує зображення, розкидані по всьому світу, щоб забезпечити масове спостереження. У оповіданні Деймона Найта «Я бачу тебе» 1976 року стверджується, що повна втрата конфіденційності внаслідок універсального доступу до переглядача часу призведе до утопії, вільної від обману та збентеження.: 104 
Додатки для шпигунства з'явилися рано; у новелі 1926 року «Усувач часу» автора під псевдонімом «Kaw» уряд Сполучених Штатів використовує програму перегляду часу, щоб стежити за зустріччю іноземних лідерів.:101  Усвідомлення того, що його можна використати для цього, викликає війну, щоб переконатися, що це не так у новелі 1947 року «E для зусилля» Т. Л. Шерреда.: 103 
Натяк на те, що так само, як ми спостерігаємо за минулим, люди в майбутньому, безсумнівно, спостерігають за нами, досліджується в новелі 1951 року «Операція Піп» Джона Віндема. Щоб відновити приватність, люди врешті-решт вдаються до сяючого яскравого світла, щоб ефективно засліпити майбутніх переглядачів.:102  У оповіданні Артура Кларка «Паразит» 1953 року усвідомлення того, що за ним постійно спостерігає істота майбутнього, зрештою доводить людину до самогубства.: 102  Інтенсивність спостереження з майбутнього вимірюється в оповіданні Девіда Ленгфорда «Останні дні» 1981 року, щоб оцінити важливість людини для світу майбутнього.

### Зміна минулого
Кілька історій показують, що переглядач часу може не лише спостерігати за минулим, але й впливати на нього.:99  У новелі 1951 року «Проект „Біографія“» Г. Л. Ґолда постійне спостереження зводить Ісаака Ньютона з розуму.: 99  У сатиричному оповіданні Вільяма Тенна «Бруклінський проєкт» 1948 року відповідальні вчені наполягають на тому, що минуле є незмінним, навіть якщо вони та їхнє оточення зазнають різких змін, оскільки з їх нової точки зору ці зміни завжди були на місці.: 99 : 205 
У деяких історіях минуле змінюється навмисно.:99  Гумористичні зображення включають новелу 1972 року «Найбільше телевізійне шоу на Землі» Джеймса Балларда, де телекомпанія наймає додаткових людей як солдатів, щоб битва при Ватерлоо виправдала очікування глядачів, і роман 1967 року Машина часу «Техніколор» Гаррі Гаррісона зазначає, що поселення вікінгів у Вінленді відбулося лише тому, що Голлівуд хотів зняти про це фільм.: 99  Більш серйозне трактування з'являється в романі Орсона Скотта Карда Спокута Христофора Колумба 1996 року:: 99  виявивши, що минуле раніше було підроблено, команда майбутніх учених намагається усунути шкоду, заподіяну подорожами Христофора Колумба до Нового Світу, навіть якщо це означатиме, що їх хронологія буде стерта.: 187—188 : 258—261 : 54 

## Переглядачі майбутнього часу
Рідко переглядачі часу можуть бути зображені як такі, що дозволяють спостерігати майбутнє, а не минуле.:128  Стівен Вебб стверджує, що бачення майбутнього має більше спільного з фантазією та ворожінням, ніж з науковою фантастикою: 128  а Дейвід Ленгфорд зазначає в Енциклопедії наукової фантастики, що можливість бачити майбутнє має значення для питання свободи волі проти детермінізму.
Пристрої, здатні дивитися в майбутнє, зображувалися різними способами. У новелі 1922 року «Пророча камера» Ленса Сівекінга титульна камера може робити знімки через певну кількість часу в майбутньому: 685  тоді як в епізоді «Сутінкової зони» 1960 року «Найнезвичайніша камера» пристрій має доступ лише на п'ять хвилин у майбутнє.:60  У романі 1955 року «Задоволення футуроскопа» лорда Дунсані пристрій розкриває майбутній ядерний голокост. У короткометражному фільмі 1924 року «Футурист-утікач» гравцеві пропонують купити пристрій для перегляду майбутнього, за допомогою якого він збирається дізнатися, на яких коней робити ставки, хоча пристрій виявляється підробкою. Хроноскоп у оповіданні 1936 року Джона Вуда Кемпбелла «Усунення» може показати як минуле, так і всі можливі варіанти майбутнього.: 60 
Пристрої для перегляду майбутнього іноді обмежені тим, що вони здатні показати, а не універсальні. Одним із прикладів є пристрій у оповіданні 1939 року «Лінія життя» Роберта Гайнлайна, який може визначити момент смерті людини, вимірявши відображення від майбутнього кінця лінії світу цієї людини; подібний пристрій, який розкриває спосіб, але не час смерті, з'являється в антології 2010 року «Машина смерті: збірка історій про людей, які знають, як вони помруть» Райана Норта, Метью Беннардо та Девіда Малкі.:128  Інший — миттєвий «комунікатор Дірака», представлений у оповіданні Джеймса Бліша «Біп» 1954 року, який через відсутність затримки швидкості світла може надсилати повідомлення в минуле.: 148—150 